# Danh sách sản phẩm của Trung tâm Asia
Dưới đây bao gồm tất cả các sản phẩm chính của Trung tâm Asia bao gồm CD, DVD, Karaoke.

## Chương trình thu hình

### Thập niên 2010
Kể từ ASIA 68 trở đi, song song với định dạng DVD cũ, chương trình còn được phát hành dưới dạng đĩa Blu-ray
| Bản | Tên và chủ đề                                                          | Năm phát hành |
| --- | ---------------------------------------------------------------------- | ------------- |
| 82  | ASIA 82: Tình khúc Phạm Đình Chương: Mộng dưới hoa                     | 2018          |
| 81  | ASIA 81: Gió Xuân                                                      | 2018          |
| 80  | ASIA 80: The Celebrations - Làn Gió Mới                                | 2017          |
| 79  | ASIA 79: Còn mãi trong tim                                             | 2017          |
| 78  | ASIA 78: Tình yêu và thân phận                                         | 2016          |
| 77  | ASIA 77: Dòng nhạc Anh Bằng, Lam Phương                                | 2015          |
| 76  | ASIA 76: Journey to a dream - Hành trình một giấc mơ                   | 2015          |
| 75  | ASIA 75: Những giọng ca huyền thoại - The best Duets of all time       | 2014          |
| 74  | ASIA 74: Trúc Phương - Ông hoàng của dòng nhạc Bolero                  | 2014          |
| 73  | ASIA 73: Mùa hè rực rỡ 2013                                            | 2013          |
| 72  | ASIA 72: Dòng nhạc Y Vân                                               | 2013          |
| 71  | ASIA 71: 32nd Anniversari Celebration – 32 năm kỷ niệm                 | 2013          |
| 70  | ASIA 70: Vietnam my beloved country - Quê hương yêu dấu                | 2012          |
| 69  | ASIA 69: Tác giả & tác phẩm 4: Liên khúc tuyệt vời - Tình ca muôn thuở | 2012          |
| 68  | ASIA 68: Saigon Nostalgia - Sài Gòn kỷ niệm                            | 2011          |
| 67  | ASIA 67: Đám cưới đầu xuân                                             | 2011          |
| 66  | ASIA 66: Lá thư từ chiến trường 2: Cánh hoa thời loạn                  | 2010          |
| 65  | ASIA 65: 55 năm nhìn lại - Timeless memory                             | 2010          |

### Thập niên 2000
| Bản | Tên và chủ đề                                                                  | Năm phát hành |
| --- | ------------------------------------------------------------------------------ | ------------- |
| 64  | ASIA 64: Dạ Vũ Quốc tế 4: Thế giới Mùa Lễ hội                                  | 2009          |
| 63  | ASIA 63: Ngày Tân Hôn - Wedding Days                                           | 2009          |
| 62  | ASIA 62: Anh Bằng - Một Đời Cho Âm nhạc & Kỷ niệm 30 năm Asia                  | 2009          |
| 61  | ASIA 61: Nhật Trường - Trần Thiện Thanh 2                                      | 2009          |
| 60  | ASIA 60: Xuân thanh bình, Xuân chinh chiến, Xuân tha hương                     | 2008          |
| 59  | ASIA 59: Bốn Mùa 2: Một thời để nhớ                                            | 2008          |
| 58  | ASIA 58: Lá thư từ chiến trường                                                | 2008          |
| 57  | ASIA 57: Thế giới tình yêu                                                     | 2008          |
| 56  | ASIA 56: Mùa hè rực rỡ 2007: Yêu đời yêu người                                 | 2007          |
| 55  | ASIA 55: 75 năm Âm nhạc Việt Nam kỳ 2: Hát với thần tượng                      | 2007          |
| 54  | ASIA 54: Trúc Hồ - Trầm Tử Thiêng / Bước chân Việt Nam - A Triumphant Story    | 2007          |
| 53  | ASIA 53: Bốn mùa 1 - Màu sắc của tình yêu                                      | 2007          |
| 52  | ASIA 52: Huyền thoại Lê Minh Bằng / The Legendary Le Minh Bang                 | 2006          |
| 51  | ASIA 51: Tình khúc sau cuộc chiến / Nhạc vàng 30 năm - 30 Years Of Golden Hits | 2006          |
| 50  | ASIA 50: Anh không chết đâu anh / Nhật Trường - Trần Thiện Thanh               | 2006          |
| 49  | ASIA 49: Âm nhạc vòng quanh thế giới 2: Những bài hát hay nhất thế kỷ          | 2005          |
| 48  | ASIA 48: 75 năm Âm nhạc Việt Nam                                               | 2005          |
| 47  | ASIA 47: Mùa hè rực rỡ 2005                                                    | 2005          |
| 46  | ASIA 46: Hành trình 30 năm / A Vietnamese Legacy                               | 2005          |
| 45  | ASIA 45: Mỹ nhân ngư - Viễn du thế giới                                        | 2004          |
| 44  | ASIA 44: Mùa hè rực rỡ 2004                                                    | 2004          |
| 43  | ASIA 43: Tiếng hát trái tim                                                    | 2004          |
| 42  | ASIA 42: Âm nhạc vòng quanh thế giới                                           | 2004          |
| 41  | ASIA 41: Mùa hè rực rỡ 2003 / Vinh danh nhân tài và hoa hậu VN                 | 2003          |
| 40  | ASIA 40: Tác giả & Tác phẩm 3                                                  | 2003          |
| 39  | ASIA 39: Tìm lại mùa xuân                                                      | 2003          |
| 38  | ASIA 38: Tạ ơn cha mẹ                                                          | 2002          |
| 37  | ASIA 37: Sau bức màn nhung                                                     | 2002          |
| 36  | ASIA 36: Người lính / The Soldier                                              | 2002          |
| 35  | ASIA 35: Dạ vũ quốc tế 3                                                       | 2001          |
| 34  | ASIA 34: 20th Anniversary ASIA                                                 | 2001          |
| 33  | ASIA 33: Nét đẹp phương Đông                                                   | 2001          |
| 32  | ASIA 32: Hành trình tìm tự do                                                  | 2001          |
| 31  | ASIA 31: Giải âm nhạc nghệ thuật                                               | 2000          |
| 30  | ASIA 30: Dạ vũ quốc tế 2: Nhịp bước trên sàn nhảy                              | 2000          |
| 29  | ASIA 29: Chiến tranh & Hòa bình                                                | 2000          |
| 28  | ASIA 28: Dạ hội đầu thế kỷ                                                     | 2000          |

### Thập niên 1990
| Bản | Tên và chủ đề                                                      | Năm phát hành |
| --- | ------------------------------------------------------------------ | ------------- |
| 27  | ASIA 27: Chào mừng năm 2000: Year Of The Dragon                    | 1999          |
| 26  | ASIA 26: Mưa                                                       | 1999          |
| 25  | ASIA 25: Dạ vũ trên biển xanh                                      | 1999          |
| 24  | ASIA 24: Asia In Las Vegas                                         | 1999          |
| 23  | ASIA 23: Tình đầu một thời áo trắng                                | 1999          |
| 22  | ASIA 22: Dạ vũ quốc tế: Những nhịp điệu của thế giới               | 1998          |
| 21  | ASIA 21: Những tình khúc thời chinh chiến                          | 1998          |
| 20  | ASIA 20: Tình ca mùa thu                                           | 1998          |
| 19  | ASIA 19: Tác giả & Tác phẩm 2                                      | 1998          |
| 18  | ASIA 18: Nhớ Sài Gòn                                               | 1998          |
| 17  | ASIA 17: Những tiếng hát hôm nay                                   | 1997          |
| 16  | ASIA 16: Giã từ năm 1997                                           | 1997          |
| 15  | ASIA 15: Tình ca Anh Bằng                                          | 1997          |
| 14  | ASIA 14: Yêu                                                       | 1997          |
| 13  | ASIA 13: Hoa & Nhạc                                                | 1996          |
| 12  | ASIA 12: Việt Nam niềm nhớ                                         | 1996          |
| 11  | ASIA 11: Thơ & Nhạc                                                | 1996          |
| 10  | ASIA 10: Gởi người một niềm vui                                    | 1995          |
| 9   | ASIA 9: Tình ca 75 - 95                                            | 1995          |
| 8   | ASIA 8: Đêm nhạc hội                                               | 1995          |
| 7   | ASIA 7: Đêm Sài Gòn 6: Tác giả & Tác phẩm                          | 1995          |
| 6   | ASIA 6: Đêm Sài Gòn 5: Giáng Sinh đặc biệt                         | 1994          |
| 5   | ASIA 5: Đêm Sài Gòn 4 In Montréal                                  | 1994          |
| 4   | ASIA 4: Đêm Sài Gòn 3: Đại hội Hoa hậu Áo dài Long Beach kỳ thứ 17 | 1994          |
| 3   | ASIA 3: Đêm Sài Gòn 2 - In Las Vegas 2, (Caesars Palace)           | 1993          |
| 2   | ASIA 2: 10th Aniversary                                            | 1993          |
| 1   | ASIA 1: Đêm Sài Gòn 1: In Las Vegas, (Caesars Palace)              | 1992          |

## Special Edition
| Bản | Tên và chủ đề                                                             |
| --- | ------------------------------------------------------------------------- |
| 1   | ASIA Tình Yêu Tuổi Trẻ 1990                                               |
| 2   | ASIA Tiếng Hát Nhật Hạ - Tình Em Thiết Tha 1991                           |
| 3   | ASIA Tiếng Hát Thiên Trang 1991                                           |
| 4   | ASIA Tình Yêu Tuổi Trẻ 2 1991                                             |
| 5   | ASIA Tình Yêu Tuổi Trẻ 3 1992                                             |
| 6   | ASIA Viet Model 2008                                                      |
| 7   | ASIA Đêm Giáng Sinh 2009                                                  |
| 8   | ASIA Đón Giao Thừa 2010                                                   |
| 9   | ASIA Noel, Noel, Noel - Giáng Sinh 2010                                   |
| 10  | ASIA Golden 1: Anh Bằng - Dòng Nhạc Lưu Vong 2011                         |
| 11  | ASIA Golden 2: Hùng Ca Sử Việt 2011                                       |
| 12  | ASIA Noel Mùa Tình Yêu 2011                                               |
| 13  | ASIA Xuân Hy Vọng 2012                                                    |
| 14  | ASIA Niềm Vui Mùa Giáng Sinh 2012                                         |
| 15  | ASIA Golden 3: Hùng Ca Sử Việt 2 - Dòng Nhạc Việt Dzũng & Nguyệt Ánh 2013 |
| 16  | ASIA Icons 1: Mai Lệ Huyền 2014                                           |
| 17  | ASIA Liên khúc Mùa Xuân 2015                                              |
| 18  | ASIA Golden 4: Khúc Nhạc Tình Quê 2015                                    |
| 19  | ASIA Mừng Xuân 2016                                                       |
| 20  | ASIA Golden 5: Sài Gòn Của Tôi 2017                                       |
| 21  | ASIA Mẹ Fatima, Mẹ Nhân Ái, Mẹ Xót Thương 2017                            |

### Đêm Giáng Sinh
1. LK: Giáng Sinh- Ánh Minh, Đoàn Phi, Quốc Khanh
2. Ngày Mưa Tuyết – Nguyễn Hồng Nhung
3. Hai Mùa Noel (Nguyên Vũ) – Ngọc Huyền
4. Bài Tình Ca Mùa Đông (Trầm Tử Thiêng) – Như Quỳnh
5. Người Tình Mùa Đông (LV:Anh Bằng) – Ánh Minh
6. Tình Chết Theo Mùa Đông (Lam Phương) – Đan Nguyên
7. LK Trái Tim Mùa Đông – Thiên Kim , Quốc Khanh
8. Bóng Nhỏ Giáo Đường (Phượng Linh) – Mỹ Huyền
9. Mùa Đông Thương Nhớ (Hùng Linh) – Băng Tâm
10. Bài Thánh Ca Buồn (Nguyên Vũ) – Ngọc Huyền
11. Tà Áo Đêm Noel (Tuấn Lê) – Đặng Thế Luân
12. Rockin' Around The Chrismas Tree – Trish Thùy Trang
13. Last Christmas – Philip Huy
14. The Christmas Song – Nguyên Khang
15. Cho Kỷ Niệm Mùa Đông (Anh Bằng) – Tường Khuê, Tường Nguyên
16. Summer Kisses Winter Tears – Thùy Hương, Justin
17. Đêm Đông (Nguyễn Văn Thương) – Y Phương
18. Feliz Navidad – Đoàn Phi

### Đón Giao Thừa
1. Liên Khúc Đón Xuân - Thiên Kim, Đoàn Phi, Quốc Khanh, Ánh Minh
2. Câu Chuyện Đầu Năm (Hoài An) - Mỹ Huyền
3. Thiên Duyên Tiền Định (Tuấn Lê) - Đoàn Phi & Thùy Hương
4. Mộng Chiều Xuân (Ngọc Bích) - Hồ Hoàng Yến
5. Tôi Đi Tìm Lại Một Mùa Xuân (Đoàn Nguyên) - Bích Vân
6. Đón Xuân Này Nhớ Xuân Xưa (Châu Kỳ) - Ngọc Huyền
7. Khúc Nhạc Mừng Xuân (Nhật Bằng) - Trish Thùy Trang
8. Em Đến Thăm Anh Đêm 30 (Vũ Thành An, Thơ: Nguyễn Đình Toàn) - Nguyên Khang
9. Gái Xuân (Từ Vũ, thơ: Nguyễn Bính) - Băng Tâm
10. Xuân Này Con Về Mẹ Ở Đâu? (Nhật Ngân) - Đặng Thế Luân
11. Hờn Anh Giận Em - Quốc Khanh & Ánh Minh
12. Hài Kịch Ngày Giao Thừa - Quang Minh & Hồng Đào
13. Bến Xuân - Nguyễn Hồng Nhung
14. Đồn Vắng Chiều Xuân (Trần Thiện Thanh) - Philip Huy
15. Mùa Xuân Trong Đôi Mắt Em - Ánh Minh
16. Thư Xuân Ba Viết Cho Con (Nguyên Thảo) - Tuấn Vũ
17. Anh Đã Thấy Mùa Xuân Chưa - Y Phương
18. Xuân Này Con Không Về (Trịnh Lâm Ngân) - Tường Nguyên, Tường Khuê
19. Thư Xuân Hải Ngoại (Trầm Tử Thiêng) - Lâm Nhật Tiến
20. Cảm Ơn (Nhật Ngân) - Đan Nguyên
21. Xuân Họp Mặt (Văn Phụng) - Hợp ca

### Noel, Noel, Noel - Giáng Sinh 2010
1. Winter Wonderland – Trish Thùy Trang
2. Sương Lạnh Chiều Đông (Mạnh Phát) – Đan Nguyên
3. Mùa Sao Sáng (Nguyễn Văn Đông) – Mỹ Huyền
4. Tuyết Rơi (LV: Phạm Duy) – Lâm Nhật Tiến
5. Tình Người Ngoại Đạo (Phượng Linh) – Băng Tâm
6. Vẫn mong em về – Quốc Khanh
7. Màu Xanh Noel (Hoài Phương) – Tường Nguyên, Tường Khuê
8. Santa Clause is Coming to Town – Thùy Hương
9. Bài Thánh Ca Buồn (Nguyên Vũ) – Nguyên Khang
10. Hai Mùa Noel (Nguyên Vũ) – Tâm Đoan
11. Chiếc Lá Mùa Đông (LV Khúc Lan) – Lê Anh Quân
12. Chuyện Tình Người Đan Áo (Trường Sa) – Ngọc Huyền
13. The First Noel – Mai Thanh Sơn
14. Mùa Đông Sắp Đến (Đức Huy) – Nguyễn Hồng Nhung
15. Bóng Nhỏ Giáo Đường (Phượng Linh) – Đặng Thế Luân
16. Jingle Bell Rock – Đoàn Phi
17. Xin Đừng Có Mùa Đông (Trúc Giang) – Hồ Hoàng Yến
18. LK Mùa Đông Của Anh – Quốc Khanh, Đoàn Phi, Mai Thanh Sơn
19. Lời Con Xin Chúa (Lê Kim Khánh) – Y Phương
20. Một Ngày Mùa Đông (Bảo Chấn) – Diễm Liên
21. Mary Do You Know?– Ánh Minh
22. LK Silent Night – All Singers

### Noel Mùa Tình Yêu 2011
1. Frosty the Snowman – Đoàn Phi
2. Bài Thánh Ca Buồn (Nguyễn Vũ) – Hồ Hoàng Yến
3. Dư Âm Mùa Giáng Sinh (Ngân Giang) – Đặng Thế Luân
4. Blue Christmas – Kristine Sa
5. Lá Thư Trần Thế (Hoài Linh) – Đan Nguyên
6. Nửa Đêm Khấn Hứa (Tuấn Hải) – Băng Tâm
7. Mưa Tình Cuối Đông (Trúc Hồ) – Nguyễn Hồng Nhung
8. Last Christmas – Cardin
9. Mất Nhau Mùa Đông (Anh Bằng) – Y Phương
10. Màu Xanh Noel (Hoài Phương) – Hà Thanh Xuân
11. What Child Is This? – Mai Thanh Sơn
12. Mùa Đông Năm Ấy (Hoài Đức) – Thiên Kim
13. Sleigh Ride – Thùy Hương
14. Đêm Đông (Nguyễn Văn Thương, Kim Minh) – Nguyên Khang
15. Cho Kỷ Niệm Mùa Đông (Anh Bằng) – Ngọc Huyền
16. LK Trúc Hồ: Trái tim về đâu + Đừng nhắc đến tình yêu – Quốc Khanh
17. Tình Yêu Giáng Sinh (Hoàng Kim Anh) – Đoàn Phi, Thùy Hương
18. Lời Con Xin Chúa (Lê Kim Khánh) – Tâm Đoan
19. Bài Ca Hy Vọng (Trúc Giang) – Phương Hồng Quế
20. Hai Mùa Noel (Nguyên Vũ) – Tường Khuê
21. Ôi Mùa Đông (Việt Dzũng) – Lâm Nhật Tiến
22. Hang Belem (Hải Linh) – Mỹ Huyền
23. Một Ngày Mùa Đông (Bảo Chấn) – Lê Anh Quân
24. Happy New Year – Diễm Liên

### Xuân Hy Vọng
1. Xuân Đã Về (Minh Kỳ) - Trish Thùy Trang
2. Mùa Xuân Đó Có Em (Anh Việt Thu) - Đan Nguyên
3. Gái Xuân (Từ Vũ, Nguyễn Bính) - Hà Thanh Xuân
4. Mùa Xuân Đầu Tiên (Tuấn Khanh) - Tường Khuê
5. Anh Cho Em Mùa Xuân (Nguyễn Hiền, Kim Tuấn) - Hồ Hoàng Yến
6. Thư Xuân Hải Ngoại (Trầm Tử Thiêng) - Đặng Thế Luân
7. Mùa Xuân Trong Đôi Mắt Em (Đức Huy) - Lâm Thúy Vân
8. Mừng Nắng Xuân Về (Huỳnh Anh) - Thiên Kim
9. Nhớ Một Chiều Xuân (Nguyễn Văn Đông) - Ngọc Minh
10. Hoa Cỏ Mùa Xuân (Bảo Chấn) - Đoàn Phi
11. Ngày Đầu Một Năm (Trần Thiện Thanh) - Băng Tâm
12. Em Còn Nhớ Mùa Xuân (Ngô Thụy Miên) - Y Phương
13. Thiên Duyên Tiền Định (Lê Kim Khánh) - Quốc Khanh, Hà Thanh Xuân
14. Khúc Nhạc Mừng Xuân (Nhật Bằng) - Ánh Minh
15. Cánh Thiệp Đầu Xuân (Lê Dinh, Minh Kỳ) - Ngọc Huyền
16. Xuân Và Tuổi Trẻ (La Hối, Thế Lữ) - Diễm Liên
17. Đưa Em Tìm Động Hoa Vàng (Phạm Duy, Phạm Thiên Thư) - Lâm Nhật Tiến
18. Lạc Mất Mùa Xuân (LV: Lữ Liên) - Mai Thanh Sơn
19. Đan Áo Mùa Xuân (Phạm Thế Mỹ) - Phương Hồng Quế
20. Ai Lên Xứ Hoa Đào (Hoàng Nguyên) - Tâm Đoan
21. Nắng Xuân (Phạm Duy) - Lê Anh Quân
22. Hoa Xuân (Phạm Duy) - Nguyễn Hồng Nhung
23. Đón xuân này nhớ xuân xưa (Châu Kỳ) - Mỹ Huyền
24. Thì Thầm Mùa Xuân (Ngọc Châu) - Kristine Sa
25. Câu Chuyện Đầu Năm (Hoài An) - Tường Nguyên
26. Thiệp Hồng Anh Viết Tên Em (Song Ngọc, Hoài Linh) - Đan Nguyên, Y Phụng
27. Xuân Ca (Phạm Duy) - Hợp ca

### Niềm Vui Mùa Giáng Sinh
1. Mùa Đông Thương Nhớ (Hùng Linh) - Hà Thanh Xuân
2. LK I'll Be Home For Christmas, Silent Night - Trish Thùy Trang, Asia 4
3. Hai Mùa Noel (Nguyễn Vũ) - Băng Tâm
4. Tà Áo Đêm Noel (Tuấn Lê) - Đan Nguyên
5. Một Ngày Mùa Đông (Bảo Chấn) - Y Phụng
6. Người Tình Mùa Đông (LV: Anh Bằng) - Tường Khuê
7. Mùa Đông Của Anh (Trần Thiện Thanh) - Thiên Kim
8. Mùa Đông Năm Ấy (Lm. Hoài Đức) - Mỹ Huyền
9. Feliz Navidad - Thùy Hương, Cardin
10. Tiếng Mưa Buồn - Lâm Thúy Vân
11. Tuyết Rơi (LV: Phạm Duy) - Hồ Hoàng Yến
12. Kiếp Đam Mê (LV: Duy Quang) - Quốc Khanh
13. LK Con Quỳ Lạy Chúa, Lời Người Ngoại Đạo, Ave Maria - Nguyên Khang, Diễm Liên, Y Phương
14. Bài Thánh Ca Buồn (Nguyễn Vũ) - Mai Thanh Sơn
15. Lời Mẹ Nhắn Nhủ (Lm. Nguyễn Sang) - Tâm Đoan
16. Ôi Mùa Đông (Việt Dzũng) - Lê Anh Quân
17. Mùa Sao Sáng (Nguyễn Văn Đông) - Ngọc Huyền
18. Bóng Nhỏ Giáo Đường (Phượng Linh) - Tường Nguyên
19. Jingle Bell - Đoàn Phi
20. Mùa Đông Về Chưa Em (Nguyễn Vũ) - Đặng Thế Luân
21. Mùa Đông Sắp Đến (Đức Huy) - Lâm Nhật Tiến
22. Trời Chưa Muốn Sáng (Trần Thiện Thanh) - Phương Hồng Quế
23. Mẹ Tình Yêu (Trúc Hồ) - Hợp ca
24. LK What Child Is This?, Merry Christmas & Happy New Year - Kristine Sa, Hợp ca

### Icons 1: Mai Lệ Huyền
1. LK Một Trăm Phần Trăm (Vũ Chương), Tình Lính (Y Vân) - Lê Quốc Tuấn, Hoàng Anh Thư, Phạm Tuấn Ngọc, Hoàng Thục Linh
2. Tình Ca Người Đi Biển (Trường Hải) - Diễm Liên
3. Con Tim Và Nước Mắt (Hoàng Thi Thơ) - Diễm Liên
4. LK Người Yêu Lý Tưởng, Đêm Huyền Diệu (Y Vân) - Hoàng Anh Thư
5. Có Nhớ Đêm Nào (Giao Tiên) - Hồ Hoàng Yến
6. Hào Hoa (Khánh Băng) - Y Phương
7. Hai Trái Tim Vàng (Trịnh Lâm Ngân) - Lê Quốc Tuấn, Hoàng Thục Linh
8. Sầu Đông (Khánh Băng) - Nguyên Khang
9. Nắng Chiều (Lê Trọng Nguyễn) - Nguyên Khang
10. Làm Quen (Quốc Dũng, Lâm Hoài Thanh) - Phạm Tuấn Ngọc, Cát Lynh
11. Ai (Trường Hải) - Mai Lệ Huyền
12. Xây Nhà Bên Suối (Hoàng Thi Thơ) - Mai Lệ Huyền
13. Túp Lều Lý Tưởng (Hoàng Thi Thơ) - Mai Lệ Huyền
14. 60 Năm Cuộc Đời (Y Vân) - Mai Lệ Huyền

### Liên khúc Mùa Xuân
1. LK Cánh Bướm Vườn Xuân, Xuân Yêu Thương - Hà Thanh Xuân, Ngọc Anh Vi
2. LK Đám Cưới Đầu Xuân, Mùa Xuân Lá Khô (Trần Thiện Thanh) - Trúc Mi, Nhật Lâm
3. LK Tình khúc Mùa Xuân (Ngô Thụy Miên), Đón Xuân (Phạm Đình Chương) - Mai Thanh Sơn, Đoàn Phi
4. LK Đón xuân này nhớ xuân xưa (Châu Kỳ), Cánh Thiệp Đầu Xuân (Minh Kỳ), Câu Chuyện Đầu Năm (Hoài An) - Đan Nguyên, Băng Tâm, Hoàng Thục Linh
5. LK Đồn Vắng Chiều Xuân, Phút Giao Mùa (Trần Thiện Thanh) - Ngọc Huyền, Đăng Vũ
6. LK Ca Khúc Mừng Xuân (Văn Phụng), Chúc Xuân - Hồng Diễm, Thiên Kim
7. LK Ngày Xuân Thăm Nhau, Xuân Này Con Sẽ Về - Thùy Dương, Tường Nguyên, Tường Khuê
8. LK Chiều Xuân, Khúc Nhạc Mừng Xuân - Lâm Thúy Vân, Diễm Liên
9. LK Lạc Mất Mùa Xuân (LV: Lữ Liên), Anh Đã Thấy Mùa Xuân Chưa (Quốc Dũng) - Nguyên Khang, Y Phương
10. LK Xuân Đã Về (Minh Kỳ), Mừng Nắng Xuân Về (Huỳnh Anh) - Mỹ Huyền, Hoàng Anh Thư
11. LK Nhớ Một Mùa Xuân, Hẹn Một Ngày Xuân - Băng Tâm, Huỳnh Phi Tiễn
12. LK Xuân Trong Rừng Thẳm (Trần Anh Mai), Đầu Xuân Lính Chúc (Tân An, Hoài Linh) - Mai Thanh Sơn, Đoàn Phi, Quốc Khanh
13. LK Mùa Xuân Trên Cao (Trầm Tử Thiêng), Cám Ơn (Trịnh Lâm Ngân) - Phương Hồng Quế, Tuấn Vũ
14. LK Hoa Cỏ Mùa Xuân (Ngọc Châu), Anh Cho Em Mùa Xuân (Nguyễn Hiền, Kim Tuấn) - Sỹ Đan, Nguyễn Hồng Nhung
15. LK Mùa Xuân Của Mẹ (Trịnh Lâm Ngân), Rước Xuân Về Nhà (Nhật Ngân) - Đặng Thế Luân, Hoàng Thục Linh, Quốc Khanh
16. LK Điệp Khúc Mùa Xuân (Quốc Dũng), Mùa Xuân Trong Đôi Mắt Em (Đức Huy) - Hồ Hoàng Yến, Lê Anh Quân
17. LK Thì Thầm Mùa Xuân (Ngọc Châu), Bên Em Mùa Xuân (Võ Hoài An) - Cát Lynh, Đoàn Phi
18. Sớ Táo Quân - Chí Tâm, Ngọc Đan Thanh
19. LK Xuân Ca (Phạm Duy), Xuân Họp Mặt (Văn Phụng), Xuân Nghệ sĩ Hành Khúc (Lê Yên) - Hợp ca

### Golden 4: Khúc Nhạc Tình Quê
1. Bức Họa Đồng Quê (Văn Phụng) - Hà Thanh Xuân, Ngọc Anh Vi, Cát Lynh
2. LK Qua Cầu Gió Bay, Lý Tình Tang, Lý Ngựa Ô - Vương Dzung, Trúc Mi, Nhật Lâm
3. Nhớ Bến Đà Giang (Văn Phụng) - Hoàng Anh Thư
4. Lúa Mùa Duyên Thắm (Trịnh Hưng) - Đặng Thế Luân, Trúc Mi
5. Lối Về Xóm Nhỏ (Trịnh Hưng) - Huỳnh Phi Tiễn, Vương Dzung
6. LK Trăng Sơn Cước (Văn Phụng), Nỗi Buồn Châu Pha (Lê Dinh) - Thùy Hương, Ngọc Anh Vi, Gia Huy
7. Đường Xưa Lối Cũ (Hoàng Thi Thơ) - Nguyên Khang
8. Tình Ca Trên Lúa (Hoàng Thi Thơ) - Huỳnh Phi Tiễn, Cát Lynh
9. Mấy Nhịp Cầu Tre (Hoàng Thi Thơ) - Nhật Lâm, Hoàng Thục Linh
10. Trăng Rụng Xuống Cầu (Hoàng Thi Thơ) - Phương Hồng Quế, Tuấn Vũ
11. Lời ru Của Mẹ (Trầm Tử Thiêng) - Ngọc Huyền
12. Vó Ngựa Trên Đồi Cỏ Non (Giao Tiên) - Thế Sơn
13. Người Về (Phạm Duy) - Diễm Liên
14. LK Chiều Tây Đô (Lam Phương), Quê Hương Bỏ Lại (Tô Huyền Vân) - Đặng Thế Luân, Hoàng Thục Linh
15. Hình Bóng Quê Nhà (Thanh Sơn) - Băng Tâm
16. Non Nước Chung Tình (Y Vân) - Lê Quốc Tuấn, Hợp ca

### Mừng Xuân
1. Đón Xuân (Phạm Đình Chương) - Thế Sơn, Quốc Khanh, Nguyên Khang, Mai Thanh Sơn
2. Câu Chuyện Đầu Năm (Hoài An) - Hoàng Thục Linh
3. Tình Xuân (Lê Đức Long) - Nhật Lâm
4. Lạc Mất Mùa Xuân - Nguyễn Hồng Nhung
5. Xuân này con không về (Trịnh Lâm Ngân) - Huỳnh Phi Tiễn
6. Hoa Cỏ Mùa Xuân (Bảo Chấn) - Hồ Hoàng Yến
7. Ngày Xuân Thăm Nhau (Hoài An) - Đặng Thế Luân, Trúc Mi
8. Khúc Nhạc Ngày Xuân (Nhật Bằng) - Thế Sơn
9. Tâm Sự Nàng Xuân (Hoài An) - Băng Tâm
10. Nhịp Bước Tình Yêu - Quốc Khanh
11. Cải lương: Nghêu Sò Ốc Hến - Văn Chung, Tuấn Châu, Ngọc Đáng, Thanh Thanh Tâm, Cẩm Thu
12. Anh Cho Em Mùa Xuân (Nguyễn Hiền) - Hoàng Anh Thư
13. Em Đẹp Như Mơ - Mai Thanh Sơn
14. Mừng Nắng Xuân Về (Huỳnh Anh) - Hà Thanh Xuân
15. Xuân Này Con Về Mẹ Ở Đâu (Nhật Ngân) - Đan Nguyên
16. Mộng Chiều Xuân (Ngọc Bích) - Thiên Kim
17. Điệp Khúc Mùa Xuân (Quốc Dũng) - Nguyên Khang
18. Ai Lên Xứ Hoa Đào (Hoàng Nguyên) - Ngọc Huyền
19. Xuân Yêu Thương - Cát Lynh
20. Em Còn Nhớ Mùa Xuân (Ngô Thụy Miên) - Hoàng Kim
21. Xuân Miền Nam (Văn Phụng) - Tuấn Vũ, Mỹ Huyền
22. Khúc Hát Thanh Xuân - Y Phương
23. Lắng Nghe Mùa Xuân Về (Dương Thụ) - Đoàn Phi
24. Một Giây Phút Thôi (Trúc Hồ) - Lâm Nhật Tiến
25. Con Bướm Xuân - Diễm Liên
26. Nắng Xuân - Lâm Thúy Vân
27. Cánh Thiệp Đầu Xuân (Minh Kỳ, Lê Dinh) - Thanh Trúc
28. Xuân Họp Mặt (Văn Phụng) - Hợp ca

### Golden 5 - Sài Gòn Của Tôi
1. Nhớ Sài Gòn (Anh Bằng, Trúc Giang) - Hợp ca
2. Một Thoáng Sài Gòn (Bảo Phúc, Vũ Tuấn Bảo) - Hoàng Anh Thư
3. Nếu Đời Không Có Anh (Hoàng Trang) - Diễm Ngân
4. Lính Nghèo (Xuân Châu) - Philip Huy, Dạ Nhật Yến
5. Hành Trang Giã Từ (Trường Sa) - Tuấn Vũ, Phương Hồng Quế
6. Sài Gòn Chiều Mưa (Xuân Hoàng) - Diễm Liên
7. Mưa Buồn (Anh Bằng) - Ngọc Anh Vi
8. Những Ngày Nghỉ Phép (Y Vũ) - Lê Quốc Tuấn, Cát Lynh
9. Sáu Tháng Quân Trường (Khánh Băng) - Đặng Thế Luân
10. Hẹn Anh Đêm Nay (Anh Bằng) - Thùy Dương, Trịnh Hội
11. Mộng Ước (Lam Phương) - Thanh Trúc
12. Màu Áo Hoa Rừng (Thùy Linh, Huy Phong) - Philip Huy, Gia Huy, Đăng Vũ, Hoàng Anh Thư, Khánh Trân, Bích Vân
13. Sài Gòn Em Ở Đó (Trần Chí Phúc) - Thế Sơn
14. Một Thuở Sài Gòn (Lê Tín Hương) - Y Phương
15. Hoa Bướm Ngày Xưa (Nguyễn Hiền) - Anh Tuấn, Bích Vân
16. Xin Gọi Nhau Là Cố Nhân (Song Ngọc) - Nguyễn Khắc Huy
17. Ngàn Đời Chia Ly (Thủy Lâm Synh) - Lâm Thúy Vân
18. Nét Buồn Thời Chiến (Vinh Sử) - Đăng Vũ
19. Em Phố Xưa Sài Gòn (Vũ Tuấn Đức) - Trịnh Nam Sơn, Vũ Tuấn Đức
20. Nhớ Đêm Mưa Sài Gòn (Anh Bằng) - Gia Huy
21. Tiếng Ca U Hoài (Anh Bằng, Lê Dinh) - Y Phụng
22. Sài Gòn Kỷ Niệm (Anh Bằng) - Nguyễn Khắc Huy, Khánh Trân
23. Nhớ Sài Gòn (Anh Bằng, Trúc Giang) - Hợp ca

### Mẹ Fatima - Mẹ Nhân Ái - Mẹ Xót Thương
1. LK Lời Mẹ Nhắn Nhủ (Lm. Huyền Linh), Đền Tạ Trái Tim Mẹ (Nguyễn Khắc Tuấn), Nữ Vương Mân Côi (Hải Linh) - Lm An Bình, Ca đoàn Viết Linh, 3 Childrens, Các ca sĩ
2. Bên Trời Fatima (Lm. Nguyễn Văn Tuyên) - Đặng Thế Luân
3. Mẹ Có Thấu (Hương Đan) - Diễm Ngân
4. Giọt Lệ Ăn Năn (Giang Ân) - Duy Thành
5. Cung Chiêm Ảnh Mẹ (Lm. Xuân Đường, DCCT) - Thế Sơn
6. Trên Con Đường Về Quê (Nguyễn Khắc Xuyên) - Anh Tuấn, Diễm Liên
7. Xin Vâng (Mi Trâm) - Hồ Hoàng Yến
8. Mẹ Đẹp Tươi (Lm. Kim Long) - Thanh Trúc, St. Columban Drum Crops
9. Ave Maria Con Dâng Lời (Huyền Linh) - Lê Quốc Tuấn
10. Đường Đời Dâng Mẹ (Lm. Hoàng Chương) - Sơ Maria Ái Liên, Dòng mến Thánh giá Nha Trang - LA
11. LK Mùa Hoa Đẹp Tươi Đã Về (Sr. Trầm Hương), Bông Hồng Dâng Mẹ (Phanxico), Mùa Hoa Về Rồi (Sr. Trầm Hương) - Diễm Liên, Diễm Ngân, Hoàng Anh Thư, Ngọc Anh Vi, Thanh Trúc, Thùy Dương, Y Phương
12. Dear Lady Of Fatima - Ngọc Anh Vi, St. Columban Children Choir
13. Trái Tim Vô Nhiễm (Anh Bằng) - Hoàng Anh Thư, Đàn Tranh The Strings Of Love
14. Dâng Mẹ (Lm. Hoài Đức) - Khánh Hà
15. Ngợi Khen Chúa (LV: Vũ Tuấn Đức) - Lê Quốc Tuấn, Đặng Minh Thông, Cardin, Linh Ca, Lm. Hải Đăng, Lm. Phạm Tuấn Christopher, Lm. Vũ Đình Dũng
16. Mẹ Là Bóng Mát (Phanxico) - Ngọc Anh Vi, Thùy Dương, Diễm Ngân
17. Lời Xưa Mẹ Nhắn (Lm. Hải Đăng) - Y Phương
18. Chuông Chiều (Lm. Thành Tâm) - Tuấn Vũ, Bích Đào
19. Dâng Mẹ La Vang (Phanxico) - Đức cha Kevin Vann, Lm. An Bình
20. Mẹ Tình Yêu (Trúc Hồ) - Philip Huy, Ca đoàn Viết Linh
21. LK Salve Regina (Bình Ca), Nữ Vương Hòa Bình (Hải Linh) - Linh Ca, Ca đoàn Viết Linh, Các linh mục, Các ca sĩ

### ASIA Đặc Biệt 2020: Lễ Tạ Ơn
1. Sài Gòn Ơi (Y Vân) - Kayla
2. Anh Không Chết Đâu Anh (Trần Thiện Thanh) - Đặng Thế Luân
3. Người Di Tản Buồn (Nam Lộc) - Diễm Liên
4. Mùa Hè Rực Rỡ (Việt Dzũng, Jason Lâm) - Thanh Trúc
5. Biển Mặn (Trần Thiện Thanh) - Diễm Ngân

## Asia CD
Trung tâm Asia đã sản xuất được 397 CD và hợp tác với các ca sĩ cùng phát hành các sản phẩm CD.

## Asia Karaoke
| Mã Karaoke   | Tên                                                                | Số bài | Năm phát hành |
| ------------ | ------------------------------------------------------------------ | ------ | ------------- |
| 01           | Day Dream (ASIA 22)                                                | 21     | 1998          |
| 02           | Chuyện Hoa Sim (ASIA 07)                                           | 19     | 1998          |
| 03           | Tình Lính (ASIA 21)                                                | 22     | 1999          |
| 04           | Lời Nói Yêu Đầu Tiên (ASIA 23)                                     | 20     | 1999          |
| 05           | Một Lần Nữa Thôi (ASIA 11)                                         | 21     | 1999          |
| 06           | Chuyện Tình Hoa Trắng (ASIA 10)                                    | 19     | 2000          |
| 07           | Yêu Em Âm Thầm (ASIA 16)                                           | 20     | 1997          |
| 08           | Chuyện Giàn Thiên Lý (ASIA 03)                                     | 21     | 1999          |
| 09           | Nỗi Nhớ Dịu Êm (ASIA 12)                                           | 19     | 1999          |
| 10           | Em Đã Quên Một Dòng Sông (ASIA 13)                                 | 20     | 2000          |
| 11           | Yêu Nhau Trên Biển (ASIA 25)                                       | 19     | 2000          |
| 12           | Gió Mưa Và Anh (ASIA 26)                                           | 21     | 2000          |
| 13           | Don't Know Why (ASIA 19)                                           | 20     | 2000          |
| 14           | Trái Tim Mùa Đông (ASIA 06)                                        | 19     | 2000          |
| 15           | Tình Yêu Tuyệt Vời (ASIA 15)                                       | 20     | 2000          |
| 16           | Sẽ Hơn Bao Giờ Hết (ASIA 27)                                       | 23     | 2001          |
| 17           | Chiến Tranh Và Hòa Bình (ASIA 29) (Có MC giới thiệu) (2 DISCS)     | 22     | 2001          |
| 18           | Trái Tim Về Đâu (ASIA 28)                                          | 24     | 2001          |
| 19           | Tình Lẻ Loi (ASIA 30)                                              | 22     | 2001          |
| 20           | Yêu Hết Con Tim (ASIA 24)                                          | 20     | 2001          |
| 21           | The Best Of Trish - All My Favorite Songs (Nhạc tuyển chọn)        | 20     | 2002          |
| 22           | Xa Nhau Mùa Thu (ASIA 20)                                          | 21     | 2002          |
| 23           | Mãi Yêu Người Thôi (ASIA 31) (Có MC giới thiệu) (2 DISCS)          | 23     | 2002          |
| 24           | Hành Trình Tìm Tự Do (ASIA 32) (Có MC giới thiệu) (2 DISCS)        | 25     | 2002          |
| 25           | Nhớ Sài Gòn (Sài Gòn & Đã Qua Thời Mong Chờ) (ASIA 18)             | 22     | 2002          |
| 26           | Nếu Biết Trước (ASIA 33)                                           | 24     | 2002          |
| 27           | 20th Anniversary Celebration (ASIA 34)                             | 23     | 2002          |
| 28           | Tình Đầu Vẫn Khó Phai (ASIA 09)                                    | 23     | 2003          |
| 29           | Đám Cưới Nhà Binh (ASIA 36)                                        | 24     | 2003          |
| 30           | Mong Người Phương Xa (ASIA 35)                                     | 23     | 2003          |
| 31           | Như Anh Cần Em (ASIA 37)                                           | 22     | 2003          |
| 32           | Tình Đầu (ASIA 40)                                                 | 21     | 2004          |
| 33           | Khúc Ca Mừng Xuân (ASIA 39)                                        | 22     | 2004          |
| 34           | Mai Tôi Đi - Mùa Hè Rực Rỡ (ASIA 41)                               | 20     | 2004          |
| 35           | Trong Cuộc Tình Ân Hận - Âm Nhạc Vòng Quanh Thế Giới 1 (ASIA 42)   | 21     | 2005          |
| 36           | 75 Năm Âm Nhạc Việt Nam (ASIA 48)                                  | 20     | 2005          |
| 37           | Tiếng Hát Trái Tim (ASIA 43)                                       | 19     | 2005          |
| 38           | Âm Nhạc Vòng Quanh Thế Giới 2 (ASIA 49)                            | 23     | 2005          |
| 39           | Nhạc Tuyển Trần Thiện Thanh - Anh Không Chết Đâu Anh (ASIA 50)     | 23     | 2006          |
| 40           | Khóc Mẹ Đêm Mưa - Huyền Thoại Lê Minh Bằng (ASIA 52)               | 23     | 2006          |
| 41           | Nói Với Tôi Một Lời (ASIA 51)                                      | 23     | 2007          |
| 42           | Đưa Em Vào Hạ (ASIA 54)                                            | 23     | 2007          |
| 43           | Khi Ta Xa Rời Nhau (ASIA 53)                                       | 21     | 2007          |
| 44           | Tình Yêu Và Tình Người (ASIA 55)                                   | 23     | 2008          |
| 45           | Tiếc Thương (ASIA 58)                                              | 23     | 2008          |
| 46           | Chúc Xuân (ASIA 60)                                                | 23     | 2009          |
| 47           | Anh Còn Yêu Em (ASIA 57)                                           | 26     | 2009          |
| 48           | Vầng Trăng Tình Yêu (ASIA 59)                                      | 24     | 2009          |
| 49           | Chuyện Tình Mộng Thường - Nhật Trường Trần Thiện Thanh 2 (ASIA 61) | 21     | 2010          |
| 50           | Liên Khúc Phượng Hoàng (ASIA 65 - 55 Năm Nhìn Lại)                 | 22     | 2010          |
| 51           | Anh Bằng - Một Đời Cho Âm Nhạc (ASIA 62)                           | 21     | 2011          |
| 52           | Trọn Đời Anh Sống Vì Em (ASIA 63)                                  | 22     | 2011          |
| 53           | Cánh Hoa Thời Loạn (ASIA 66)                                       | 24     | 2011          |
| 54           | Phải Lên Tiếng - Anh Bằng - Dòng nhạc lưu vong (ASIA Golden 1)     | 24     | 2012          |
| 55           | Chuyện Tình Hoa Mai - Đám Cưới Đầu Xuân (ASIA 67)                  | 24     | 2012          |
| 56           | Đừng Sợ Hãi - Hùng Ca Sử Việt (ASIA Golden 2)                      | 18     | 2012          |
| 57           | Sài Gòn Kỷ Niệm (ASIA 68)                                          | 24     | 2012          |
| 58           | Anh Là Ai, Nhân Danh Việt Nam, Việt Nam Tôi Đâu (ASIA 69)          | 21     | 2012          |
| 59           | Họp Mặt Lần Cuối (ASIA 70)                                         | 19     | 2013          |
| 60           | 32nd Anniversary Celebration - 32 Năm Kỷ Niệm (ASIA 71)            | 23     | 2014          |
| 61           | Tình khúc Trúc Phương - Những Lời Này Cho Em (ASIA 74)             | 24     | 2014          |
| 62           | Thúy Đã Đi Rồi - Dòng nhạc Y Vân (ASIA 72)                         | 25     | 2014          |
| Selection 01 | The Best Of Chinese Melodies                                       |        | 2000          |
| Selection 02 | The Best Of Cha Cha Cha                                            | 20     | 2001          |
| Selection 03 | Mừng Xuân Đặc Biệt                                                 | 21     | 2002          |
| Selection 04 | Asia Number One Hit Songs                                          | 20     | 2002          |
| Selection 05 | Hồi Chuông Xóm Đạo (ASIA 02)                                       | 20     | 2003          |
| Selection 06 | The Best Of Trường Vũ                                              | 15     | 2003          |
| Selection 07 | Asia Top Hits 2                                                    | 20     | 2003          |
| Selection 08 | Nhịp Điệu Tình Yêu (ASIA 08)                                       | 20     | 2003          |
| Selection 09 | Nơi Ấy Bình Yên (ASIA 14)                                          | 20     | 2003          |
| Selection 10 | The Best Of Lâm Nhật Tiến 1 - Những Tình khúc Chọn Lọc             | 23     | 2003          |
| Selection 11 | The Best Of Lâm Thúy Vân 1                                         |        | 2008          |
| Selection 12 | The Best Of Cardin                                                 | 20     | 2008          |
| Selection 13 | The Best Of Đan Nguyên & Y Phụng                                   | 16     | 2009          |
| Selection 14 | The Best Of Nguyễn Hồng Nhung & Quốc Khanh - Người Tình Ơi         | 14     | 2009          |
| Selection 15 | The Best Of Băng Tâm - Từ Đó Em Buồn                               | 14     | 2010          |
| Selection 16 | Lời Đắng Cho Cuộc Tình - Đan Nguyên (Đêm Nhạc Tình)                | 14     | 2010          |
| Selection 17 | The Best Of Thiên Kim - Người Đàn Bà Đi Nhặt Mặt Trời              | 15     | 2010          |
| Selection 18 | The Best Of Y Phương                                               | 14     | 2011          |
| Selection 19 | The Best Of Hồ Hoàng Yến                                           | 12     | 2011          |
| Selection 20 | The Best Of Đặng Thế Luân                                          | 14     | 2011          |
| Selection 21 | The Best Of Đoàn Phi                                               | 15     | 2011          |
| Selection 22 | The Best Of Lâm Thúy Vân 2 - Gọi Anh Mùa Xuân                      | 15     | 2011          |
| Selection 23 | Đừng Khóc Em Hỡi - Quốc Khanh (Liveshow Quốc Khanh)                | 14     | 2011          |
| Selection 24 | Chiếc Lá Mùa Đông (ASIA NOEL 2010)                                 | 21     | 2012          |
| Selection 25 | The Best Of Nguyên Khang & Diễm Liên                               | 15     | 2012          |
| Selection 26 | The Best Of Mai Thanh Sơn - Đã Xa Rồi                              | 13     | 2012          |
| Selection 27 | The Best Of Tâm Đoan - Huế Ơi                                      | 12     | 2012          |
| Selection 28 | The Best Of Tuấn Vũ                                                | 14     | 2012          |
| Selection 29 | The Best Of Tường Nguyên & Tường Khuê - Lưu Bút Ngày Xanh          | 14     | 2012          |
| Selection 30 | The Best Of Lâm Nhật Tiến 2 - Vết Thương Đôi Lòng                  | 18     | 2012          |
| Selection 31 | The Best Of Như Quỳnh - Mưa Buồn                                   | 18     | 2012          |
| Selection 32 | The Best Of Hoàng Oanh - Chuyến Đi Về Sáng                         | 14     | 2012          |
| Selection 33 | The Best Of Vũ Khanh - Anh Biết Em Đi Chẳng Trở Về                 | 17     | 2013          |
| Selection 34 | The Best Of Thanh Thúy - Sài Gòn Niềm Nhớ Không Tên                | 18     | 2013          |
| Selection 35 | Triệu Con Tim (đi kèm ASIA CD 327)                                 | 11     | 2013          |
| Selection 36 | The Best Of Nguyễn Hồng Nhung - Thu Quyến Rũ                       | 15     | 2013          |
| Selection 37 | The Best Of Đan Nguyên & Y Phụng 2                                 | 14     | 2013          |
| Selection 38 | Một Lòng Yêu Em - Đan Nguyên                                       | 14     | 2014          |
| Selection 39 | The Best Of Băng Tâm 2                                             | 15     | 2014          |
| Selection 40 | Qua Ngõ Nhà Em - Hà Thanh Xuân                                     | 14     | 2014          |
| Selection 41 | Câu Chuyện Đầu Năm (Live Show Đan Nguyên - Người Lính Và Mùa Xuân) | 20     | 2015          |
| Selection 42 | Tình Thắm Duyên Quê - Ngọc Huyền Liveshow 25 Năm Ca Hát            | 16     | 2015          |

Danh sách Karaoke Laserdisc của Trung tâm ASIA
ASIA Karaoke Laserdisc 01 - Cơn mưa hạ (1996) (ASIA 01 - Đêm Sài Gòn 1 in Las Vegas (1992))
ASIA Karaoke Laserdisc 02 - 10th Anniversary Celebration - 10 năm Kỷ niệm (ASIA 2) (1992)
ASIA Karaoke Laserdisc 03 - Trái Tim Mùa Đông (ASIA 06 - Đêm Sài Gòn 5 - Giáng Sinh Đặc Biệt (1994))
ASIA Karaoke Laserdisc 04 - Chuyện Giàn Thiên Lý (ASIA 03 - Đêm Sài Gòn 2 in Las Vegas (1993))
ASIA Karaoke Laserdisc 05 - Liên Khúc Tình Yêu - Ngọc Lan, Trung Hành, Kiều Nga (1995)
ASIA Karaoke Laserdisc 06 - Chuyện Hoa Sim (ASIA 07 - Đêm Sài Gòn 6 - Tác giả và Tác phẩm 1 (1995))
ASIA Karaoke Laserdisc 07 - Dù Nắng Có Mong Manh (ASIA 04 - Đêm Sài Gòn 3 (1993))
ASIA Karaoke Laserdisc 08 - Như Vạt Nắng (ASIA 10 - Gởi Người Một Niềm Vui (1996))
ASIA Karaoke Laserdisc 09 - Tình Xuân (ASIA 09 - Tình ca chọn lọc 75-95 (1995))
ASIA Karaoke Laserdisc 10 - Một Lần Nữa Thôi (ASIA 11 - Thơ và nhạc (1995))
ASIA Karaoke Laserdisc 11 - Chờ Mong Anh (Asia 12 Việt Nam Niềm Nhớ)
ASIA Karaoke Laserdisc 12 - Ra Giêng Anh Cưới Em (ASIA 8 - Đêm nhạc hội (1995))
ASIA Karaoke Laserdisc 13 - Em Đã Quên Một Dòng Sông (ASIA 13 - Hoa và nhạc (1996))
ASIA Karaoke Laserdisc 14 - Chuyện Tình Trương Chi - Mị Nương (ASIA 14 - Yêu (1997))
ASIA Karaoke Laserdisc 15 - Mưa Tình Cuối Đông (ASIA Đêm Sài Gòn 4 In Montreal)
ASIA Karaoke Laserdisc 16 - Tình Ca Anh Bằng (ASIA 15 - Tình Ca Anh Bằng (1997))
ASIA Karaoke Laserdisc 17 - Yêu Em Âm Thầm (ASIA 16 - Giã Từ 1997 (1997))
ASIA Karaoke Laserdisc 18 - Sài Gòn & Đã Qua Thời Mong Chờ (ASIA 18 - Nhớ Sài Gòn (1998))
ASIA Karaoke Laserdisc 19 - Hãy Yêu Nhau Đi (ASIA 19 - Tác giả tác phẩm 2 (1998))
ASIA Karaoke Laserdisc 20 - Điều Gì Đó (ASIA 22 - Dạ Vũ Quốc Tế 1 - Những nhịp điệu của thế giới (1998))
ASIA Karaoke Laserdisc 21 - Những tình khúc thời chinh chiến (1998) (ASIA 21)
ASIA Karaoke Laserdisc 22 - Lời nói yêu đầu tiên (ASIA 23 - Tình đầu một thời áo trắng (1999))
ASIA Karaoke Laserdisc 23 - Yêu Hết Con Tim (ASIA 24 - ASIA In Las Vegas (1999))
ASIA Karaoke Laserdisc 24 - I Love You Baby (ASIA 25 - Dạ Vũ Trên Biển Xanh (1999))
Các chương trình dưới đây không phát hành DVD Karaoke
ASIA 01 - Đêm Sài Gòn 1 in Las Vegas (1992)
ASIA 04 - Đêm Sài Gòn 3 (1993)
ASIA 05 - Đêm Sài Gòn 4 (1993)
ASIA 17 - Những tiếng hát hôm nay (1998)
ASIA 38 - Tạ ơn cha mẹ (2002)
ASIA 44 - Mùa hè rực rỡ 2004 (2004)
ASIA 45 - Mỹ nhân ngư viễn du thế giới (2004)
ASIA 46 - Hành trình 30 năm - A Vietnamese Legacy (2004)
ASIA 47 - Mùa hè rực rỡ 2005 (2005)
ASIA 56 - Mùa hè rực rỡ 2007 - Yêu đời yêu người (2007)
ASIA 64 - Dạ Vũ Quốc Tế 4 - Thế giới mùa lễ hội (2009)
ASIA 73 - Mùa hè rực rỡ 2013 (2013)
Từ khi ASIA phát hành xong sản phẩm ASIA Karaoke 62 - Thúy đã đi rồi - Dòng nhạc Y Vân (ASIA 72) thì ngoài các chương trình trên, những chương trình ASIA các cuốn video từ 75 đến 82 ASIA cũng sẽ không phát hành DVD Karaoke nữa. Riêng các chương trình ASIA từ 01 đến 25 (trừ ASIA 05, ASIA 12 và ASIA 17) (ASIA 12 đã được phát hành bằng đĩa Karaoke DVD) sẽ được phát hành dưới dạng Karaoke Laserdisc.

## Asia Cassette
| Bản     | Chủ Đề                                                                              |
| ------- | ----------------------------------------------------------------------------------- |
| ASIA 01 | Dạ Vũ Hồng                                                                          |
| ASIA 02 | Xuân Nghệ Sĩ                                                                        |
| ASIA 03 | Dạ Vũ Xanh                                                                          |
| ASIA 04 | AVT Hải Ngoại                                                                       |
| ASIA 05 | Dạ Vũ Tím                                                                           |
| ASIA 06 | Tình Khúc Selections                                                                |
| ASIA 07 | Dạ Vũ Vàng                                                                          |
| ASIA 08 | Kiều Nga: Giọng Ca Trẻ \| Nữ Ca Sĩ Xuất Sắc Nhất Năm 1986                           |
| ASIA 09 | Tình Khúc Anna                                                                      |
| ASIA 10 | Dạ Vũ Trắng                                                                         |
| ASIA 11 | New Wave                                                                            |
| ASIA 12 | New Wave Hè '86                                                                     |
| ASIA 13 | Nhạc Tuyển TOP HIT                                                                  |
| ASIA 14 | New Wave                                                                            |
| ASIA 15 | New Wave                                                                            |
| ASIA 16 | ABBA                                                                                |
| ASIA 17 | Đêm Thánh                                                                           |
| ASIA 18 | Dạ Vũ Đỏ                                                                            |
| ASIA 19 | Hải Âu Phi Xứ - Quỳnh Dao Nhạc Truyện                                               |
| ASIA 20 | New Year New Wave                                                                   |
| ASIA 21 | Nhạc Tuyển TOP HIT                                                                  |
| ASIA 22 | Rumba Chacha                                                                        |
| ASIA 23 | Mùa Hè Đỏ Lửa                                                                       |
| ASIA 24 | Slow Samba Chacha                                                                   |
| ASIA 25 | TOP TEN '87                                                                         |
| ASIA 26 | New Wave: SHY GIRL                                                                  |
| ASIA 27 | Hạnh Phúc Lang Thang - Hoà Tấu Saxo Thanh Lâm                                       |
| ASIA 28 | Ngọc Hương: Who's That Girl? \| Giọng ca trẻ xuất sắc nhất năm '87                  |
| ASIA 29 | Linh Hồn Tượng Đá: Hoà Tấu Rumba Chacha \| Trúc Hồ và Bạn Hữu                       |
| ASIA 30 | Tombe La Neige - Nhạc Vàng                                                          |
| ASIA 31 | Tiếng Hát Thiên Trang: Giọng ca tình cảm, ngọt ngào, hiếm quý \| Tình Khúc Anh Bằng |
| ASIA 32 | Dạ Vũ Xám                                                                           |
| ASIA 33 | AVT & Tướng Sĩ Tượng                                                                |
| ASIA 34 | La Maritza: Kiều Nga & Tuấn Anh                                                     |
| ASIA 35 | Thanh Lâm 2 - Saxo Tuyệt Vời                                                        |
| ASIA 36 | Nhạc Yêu Cầu                                                                        |
| ASIA 37 | Đại Hội Nhạc Trẻ Nam Cali                                                           |
| ASIA 38 | Tình Khúc Anh Bằng & Trần Ngọc Sơn                                                  |
| ASIA 39 | Mưa Rừng - Những Tình Khúc Mưa Mang Nhiều Kỷ Niệm                                   |
| ASIA 40 | Chuyện Tình Buồn                                                                    |
| ASIA 41 | Hè Luân Vũ '88                                                                      |
| ASIA 42 | Đam Mê - Tuân Vũ & Thiên Trang                                                      |
| ASIA 43 | Tiếng Hát Kiều Nga 2                                                                |
| ASIA 44 | Rumba Chacha 2                                                                      |
| ASIA 45 | Sầu Tím Thiệp Hồng                                                                  |
| ASIA 46 | Nhạc Khúc Mừng Xuân                                                                 |
| ASIA 47 | Phương Dung '89 - Tiếng Hát Người Xưa                                               |
| ASIA 48 | Adios Amor - Cao Lâm & Vy Lan                                                       |
| ASIA 49 | Dạ Vũ Tình                                                                          |
| ASIA 50 | Asia Collections - Duy Quang & Billy Shane (trích từ ASIACD035)                     |
| ASIA 51 | Tu Es Là - Ngày Nào Em Xa Anh \| Ngọc Lan, Kiều Nga, Ngọc Hương                     |
| ASIA 52 | Nếu Một Mai - Thiên Trang & Phương Dung                                             |
| ASIA 53 | The Best of Kiều Nga                                                                |
| ASIA 54 | Asia Giáng Sinh '89                                                                 |
| ASIA 55 | Xuân (trích từ ASIACD009)                                                           |
| ASIA 56 | Tình Ghen Rực Rỡ                                                                    |
| ASIA 57 | Tình Ca Sĩ - Ngọc Lan & Như Mai                                                     |
| ASIA 58 | Bài Tình Ca Cho Em \| Tứ Quí - Kiều Nga, Vũ Khanh, Ngọc Lan, Tuấn Anh               |
| ASIA 59 | Nhật Hạ 3 - Tình Sầu                                                                |
| ASIA 60 | Liên Khúc Tình Yêu - Ngọc Lan, Kiều Nga, Trung Hành                                 |
| ASIA 61 | Liên Khúc Tình Yêu 2 - Ngọc Lan, Kiều Nga, Ngọc Hương                               |
| ASIA 62 | Liên Khúc Tình Yêu Cuối Cùng - Ngọc Lan, Kiều Nga, Trung Hành                       |
| ASIA 63 | SAXO Thanh Lam 3                                                                    |
| ASIA 64 | Liên Khúc "Cho Người Tình" - Sơn Tuyền, Tuấn Vũ, Thiên Trang                        |
| ASIA 65 | Black is Black                                                                      |
| ASIA 66 | Asia Collections: Rumba (trích từ ASIACD002)                                        |
| ASIA 67 | Asia Collections: Giòng Nước Mắt (trích từ ASIACD010)                               |
| ASIA 68 | Trúc Hồ Blue Sea                                                                    |
| ASIA 69 | Asia Collections: Niềm Mong Ước Của Anh (trích từ ASIACD014)                        |
| ASIA 70 | Rumba Chacha Bebop (trích từ ASIACD029)                                             |
| ASIA 71 | Liên Khúc Tình Yêu Tuyệt Vời: Kiều Nga, Trung Hành, Ngọc Hương                      |
| ASIA 72 | Asia Selection: Luyến Tiếc (trích từ ASIACD007)                                     |
| ASIA 73 | Xa Anh Nghìn Trùng: Ngọc Lan, Lâm Thuý Vân, Trịnh Nam Sơn                           |
| ASIA 74 | Asia Selection: Dạ Vũ (trích từ ASIACD001)                                          |
| ASIA 75 | Vũ Thành An 1: Những Bài Không Tên Tiếp Nối                                         |
| ASIA 76 | Dạ Vũ Đen                                                                           |
| ASIA 77 | Cơn Mưa Hạ                                                                          |
| ASIA 78 | Tình Khúc Đức Huy: Màu Mắt Nhung                                                    |
| ASIA 79 | The Best Of Dạ Vũ 1                                                                 |
| ASIA 80 | Liên Khúc Tình Xanh: Lâm Thuý Vân, Kenny Thái, Đon Hồ                               |